# Lex Cornelia de sacerdotiis
Die Lex Cornelia de sacerdotiis (lat. sacerdos = Priester) war ein aus dem Jahr 81 v. Chr. datierendes Gesetz des verfassungsrechtlichen Reformpakets Sullas. Es wertete die Priesterkollegien wieder auf, denn Sulla hob die Anzahl der Pontifices und der Auguren auf je fünfzehn an. Dem Volk nahm er das Recht, die Priesterkollegien zu wählen. Das galt nur nicht für den pontifex maximus. Die lex wird mit zu den Gesetzen gezählt, durch die Sulla die Republik stabilisierte (rei publicae statum confirmavit). 
Das Gesetz gilt als sehr konservativ, denn es stärkte entgegen allen Entwicklungen die Priesterschaft. Und um die Maßnahme noch zu flankieren, setzte Sulla ein unpässliches Plebiszit des Volkstribuns Gnaeus Domitius Ahenobarbus außer Kraft, die sogenannte lex Domitia de sacerdotiis aus dem Jahr 104 v. Chr. Angeordnet war mit ihr, dass das Volk die obersten Priester zu wählen habe, dies über das Gremium der Tributkomitien. Mit der Rückgängigmachung verknüpft war das alte Kooptationsrecht. Dabei behielt sich Sulla allerdings vor, bestimmte Anwärter zur Einwahl verhindern zu können, dann nämlich, wenn sie seiner Optimatenherrschaft skeptisch gegenüberstanden oder gar mit den Popularen sympathisierten. 
Im Jahr 63 v. Chr. führte der Tribun Titus Labienus die Volkswahl durch Plebiszit – die lex Atia de sacerdotiis – wieder ein. Caesar griff ausgangs der Republik im Jahr 47. v. Chr. die lex auch nochmals auf und setzte den Gremien je ein zusätzliches Mitglied hinzu.